# Shooter
Xạ thủ hoặc Thiện xạ (tựa tiếng Anh: Shooter) là một bộ phim Mỹ thuộc thể loại hình sự, hành động và tâm lý của đạo diễn Antoine Fuqua thực hiện. Phim được phát hành vào năm 2007, có sự tham gia của nam diễn viên Mark Wahlberg. Phim dựa theo một tiểu thuyết có tên Point of Impact của nhà văn Stephen Hunter.

## Nội dung
Mở đầu phim, Trung sĩ Bob Lee Swagger và đồng đội Donnie Fenn làm nhiệm vụ quan sát và bắn tỉa yểm trợ cho quân đội Hoa Kỳ ở Ethiopia. Nhiệm vụ trở nên tồi tệ khi một máy bay trực thăng tấn công vị trí của Swagger và Fenn, dẫn đến cái chết của Fenn. Ba năm sau, Swagger xuất ngũ và sống ở Wind River Range. Anh được Đại tá Isaac Johnson và các cấp dưới của ông, Payne và Dobbler, ghé thăm để đề nghị trợ giúp trong việc ngăn chặn một âm mưu ám sát tổng thống Hoa Kỳ trong một sự kiện diễn thuyết trước công chúng. Swagger miễn cưỡng đồng ý giúp đỡ. Anh đánh giá địa điểm khả thi duy nhất là Philadelphia. Vào ngày tổng thống phát biểu, Swagger đi cùng Johnson đến vị trí giám sát. Phát súng được thực hiện nhưng được tiết lộ là một sự gài bẫy: khách mời của tổng thống, Tổng giám mục người Ethiopia Desmond Mutumbo, bị giết, và một sĩ quan cảnh sát, kẻ ăn tiền hối lộ của Johnson, bắn Swagger bị thương. Swagger bỏ chạy, tước vũ khí của Đặc vụ FBI tân binh Nick Memphis và nhảy xuống Sông Delaware tẩu thoát. Anh bị truy nã khắp nước Mỹ.
Swagger đến Kentucky và gặp Sarah, vợ của Fenn, người chữa trị vết thương cho anh. Sử dụng Memphis, người nghi ngờ về vụ nổ súng, làm mồi nhử, Sarah và Swagger cung cấp cho anh ta thông tin mà anh ta sử dụng để điều tra vụ nổ súng nhằm buộc Johnson phải ra mặt. Lo sợ sự thật bị phơi bày, Johnson ra lệnh cho người của mình bắt cóc Memphis và thủ tiêu anh ta. Tuy nhiên, trước khi chúng có thể giết Memphis, chúng đã bị Swagger giết. Swagger thả Memphis và yêu cầu anh ta giúp mình vạch trần Johnson.
Swagger và Memphis đến Tennessee và gặp chuyên gia về súng đạn, ông Rate, người giải thích về phát súng ám sát Mutumbo. Rate suy luận rằng gã xạ thủ người Serbia ngồi xe lăn Mikhaylo Sczerbiak là xạ thủ bắn tỉa duy nhất còn sống có khả năng thực hiện một phát bắn như vậy. Swagger và Memphis sau đó đến Virginia để tìm Sczerbiak. Trong khi đó, mối quan hệ của Sarah với Swagger bị lộ và Johnson ra lệnh cho Payne bắt cóc Sarah để uy hiếp Swagger.
Swagger và Memphis thâm nhập vào khu đất của Sczerbiak, người tiết lộ rằng Johnson làm việc cho Thượng nghị sĩ Charles Meachum, họ thay mặt cho các tập đoàn dầu mỏ khai thác dầu mỏ tại các quốc gia đang phát triển để trục lợi. Sczerbiak thú nhận rằng, theo lệnh của Johnson, ông ta đã ám sát Mutumbo để ngăn chặn thông tin về tội ác chống lại loài người do Johnson thực hiện được công khai, bao gồm vụ thảm sát một ngôi làng ở biên giới Eritrea-Ethiopia. Thật ra ba năm trước Swagger và Fenn đã vô tình yểm trợ cho cuộc rút lui của đội quân lính đánh thuê thực hiện vụ thảm sát đó và chiếc trực thăng được cử đến để giết họ diệt khẩu. Sau khi tiết lộ việc Sarah đã bị bắt cóc, Sczerbiak tự sát. Swagger ghi âm lời thú nhận của Sczerbiak, trốn thoát cùng Memphis và giết những lính đánh thuê được cử đến để trừ khử họ. Cả hai đến Montana, báo tin cho FBI và sắp xếp một cuộc gặp với Meachum và Johnson.
Johnson, Meachum và Payne đến điểm hẹn, đưa Sarah theo làm con tin. Với việc Memphis làm mồi nhử, Swagger đã tiêu diệt những tay súng bắn tỉa của Johnson và bắn hạ Payne, người bị Sarah giết ngay sau đó. Meachum ngụ ý rằng ông ta không phải là chính trị gia duy nhất làm việc cho các công ty dầu mỏ. Hiểu rằng giữ lại bằng chứng sẽ khiến họ bị giết, Swagger phá hủy đoạn ghi âm khi lực lượng FBI đến bắt anh. Anh được đưa đến Washington, D.C., diện kiến Bộ trưởng Bộ Tư pháp Russert. Swagger tiết lộ rằng bất cứ khi nào anh không sử dụng những khẩu súng của mình thì anh sẽ tháo chốt bắn ra, khiến chúng trở nên vô dụng nếu bị người khác đánh cắp. Memphis đưa cho Russert bằng chứng về các tội ác do Johnson thực hiện. Russert nói rằng tội ác của Johnson nằm ngoài phạm vi xét xử của Mỹ nên ông ta không thể bắt giữ Johnson. Russert tâm sự riêng với Swagger rằng giết chóc phi pháp có thể là cách cần thiết để chấm dứt tình trạng tham nhũng và ra lệnh thả Swagger.
Một thời gian sau, Meachum, Johnson và các cộng sự của họ thảo luận về âm mưu tiếp theo trước khi Swagger tấn công vào ngôi nhà và giết chết tất cả họ. Anh làm khí gas rò rỉ và rời đi khi ngôi nhà nổ tung. Swagger gặp Sarah trên một chiếc ôtô đang chờ sẵn và cả hai lái đi.

## Diễn viên
- Mark Wahlberg vai Trung sĩ Bob Lee Swagger
- Danny Glover vai Đại tá Isaac Johnson
- Michael Peña vai Đặc vụ Nick Memphis
- Kate Mara vai Sarah Fenn
- Ned Beatty vai Thượng nghị sĩ Charles F. Meachum
- Rade Šerbedžija vai Mikhaylo Sczerbiak
- Elias Koteas vai Jack Payne
- Rhona Mitra vai Đặc vụ Alourdes Galindo
- Lane Garrison vai Hạ sĩ Donnie Fenn
- Jonathan Lloyd Walker vai Brent Dobbler
- Justin Louis vai Đặc vụ Howard Purnell
- Tate Donovan vai Russ Turner
- Alan C. Peterson vai Sĩ quan Stanley Timmons
- Brian Markinson vai Bộ trưởng Bộ Tư pháp Russert
- Levon Helm vai Ông Rate
- Tom Butler vai Tổng thống Mỹ
- Dean McKenzie vai Tổng giám mục Desmond Mutumbo
- Melissa McCarthy vai Chủ tiệm tạp hóa